# Simonyi András (labdarúgó)
Simonyi András, André Simonyi (Huszt, 1914. március 31. – Vieux-Moulin, 2002. július 17.) magyar származású francia válogatott labdarúgó. 1933 óta Franciaországban élt.

## Pályafutása

### A válogatottban
1933. június 25-én Amszterdamban szerepelt a Magyar profi válogatottban Hollandia ellen, ahol 6–5-ös holland győzelem született. 1942 és 1945 között négy alkalommal szerepelt a francia válogatottban és egy gólt szerzett.

## Sikerei, díjai
- Francia bajnokság
  - bajnok: 1941
- Francia kupa
  - győztes: 1942
  - döntős: 1946

## Statisztika

### Mérkőzései a francia válogatottban
| #  | Dátum              | Ellenfél      | Eredmény | Kiírás              | Esemény |
| -- | ------------------ | ------------- | -------- | ------------------- | ------- |
| 1. | 1942. március 8.   | Svájc         | 0 – 2    | barátságos mérkőzés |         |
| 2. | 1942. március 15.  | Spanyolország | 0 – 4    | barátságos mérkőzés |         |
| 3. | 1944. december 24. | Belgium       | 3 – 1    | barátságos mérkőzés | 38'     |
| 4. | 1945. április 8.   | Svájc         | 0 – 1    | barátságos mérkőzés |         |